# Tomasz Porzecki
Tomasz Porzecki (ur. ok. 1609 w powiecie lidzkim, zm. 9 lipca 1653) – jezuita, filozof, poeta nowołaciński. 

## Życiorys
14 sierpnia 1626 wstąpił w Wilnie do zakonu jezuitów. W 1633 rozpoczął studia na Akademii Wileńskiej. Po otrzymaniu święceń kapłańskich, zaczął tam wykładać retorykę (1640-1641), filozofię (1643-1646) i teologię polemiczną (1646-1649). W latach 1649–1650 wykładał teologię scholastyczną w Kolegium Jezuitów w Braniewie. W latach 1650–1653 był rektorem Kolegium Jezuitów w Pułtusku. W Bibliotece Uniwersyteckiej w Wilnie zachował się rękopis jego wykładów z filozofii z lat 1643-1645, poświęcony zagadnieniom logiki, dialektyki, filozofii przyrody i filozofii scholastycznej . 
Był również autorem utworów literackich (poezja nowołacińska), dzieł religijnych i Rocznych dziejów Kościoła od 1198 do 1460 (rękopis zaginął) .